# Bathythrix claviger
Bathythrix claviger là một loài tò vò trong họ Ichneumonidae.